# Leon Staniewicz

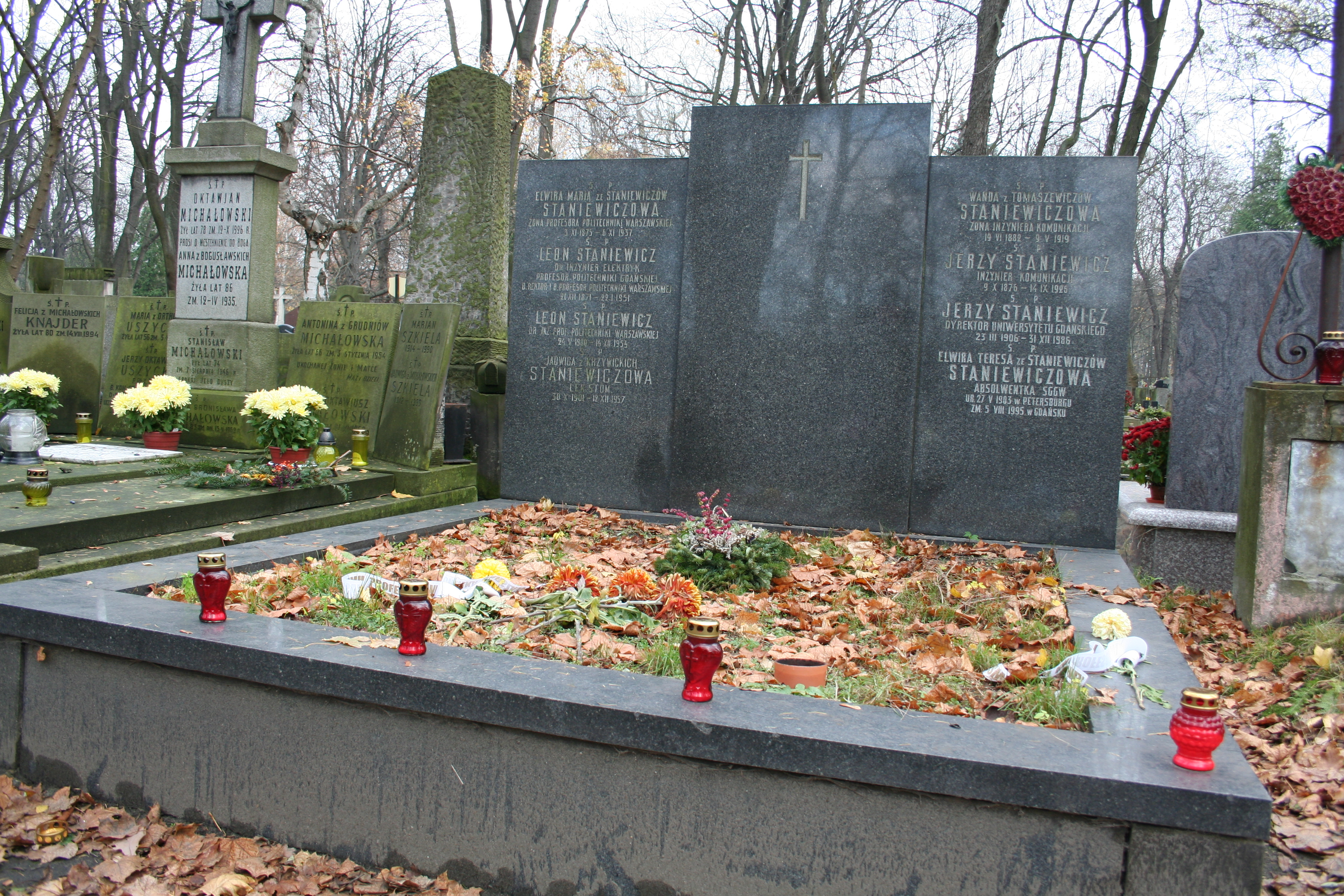
Grób Leona Staniewicza na cmentarzu Powązkowskim w Warszawie

Leon Jan Bolesław Staniewicz h. Gozdawa (ur. 20 grudnia 1871 w Petersburgu, zm. 22 stycznia 1951 w Gdańsku) – polski inżynier elektrotechnik, profesor i prorektor Instytutu Elektrotechnicznego w Petersburgu, dziekan, rektor i profesor Politechniki Warszawskiej, profesor Politechniki Gdańskiej.

## Życiorys
Urodził się w rodzinie Jana Onufrego Antoniego (1832–1901), oficera sztabu armii carskiej, polskiego działacza patriotycznego, i Matyldy z Lubańskich (zm. 1910). Miał trzech braci: Zygmunta (1864–1937), ojca aktora Zbigniewa (1906–1934), Wiktora Emeryka Jana (1866–1932), matematyka, profesora Instytutu Politechnicznego w Petersburgu i Jerzego Mariana Jana (1876–1926) oraz siostrę Marię Bielską. Po ukończeniu w 1890 niemieckiego gimnazjum klasycznego w Petersburgu, rozpoczął studia na Wydziale Fizyko-Matematycznym Uniwersytetu Petersburskiego. Studia ukończył w 1894, wtedy też został asystentem w Katedrze Fizyki Uniwersytetu Petersburskiego. W latach 1896–1901 uczył matematyki i fizyki w IV Gimnazjum Klasycznym oraz w I Korpusie Kadetów w Petersburgu.
W 1903 uzyskał dyplom inżyniera elektryka kończąc kolejne studia w petersburskim Instytucie Elektrotechnicznym. 

### Kariera naukowa
Od 1901 był starszym asystentem w Katedrze Elektrotechniki Instytutu Elektrotechnicznego. Po publicznej obronie dysertacji O nagrzewaniu się przewodów elektrycznych, w 1915 uzyskał tytuł adiunkta (na technicznych uczelniach Rosji tytuł ten był odpowiednikiem doktoratu nauk uniwersyteckich). Staniewicz był pierwszym Polakiem, który obronił doktorat z elektrotechniki i został profesorem, a następnie prorektorem (lata 1918–1819) tego Instytutu. W 1918 został profesorem nadzwyczajnym i jednocześnie objął kierownictwo Katedry Elektrotechniki Ogólnej. 
W tym samym czasie pracował również w innych petersburskich uczelniach: jako asystent (1902–1903), docent (1903–1917) i kierownik Katedry Matematyki (1917–1918) w Instytucie Inżynierów Cywilnych oraz jako docent w Instytucie Politechnicznym (1903–1912).

### Politechnika Warszawska
Po wybuchu rewolucji październikowej profesor Staniewicz był aresztowany i więziony. Po przeniesieniu się do Warszawy objął Katedrę Elektrotechniki Politechniki Warszawskiej jako profesor zwyczajny. 
W czasie wieloletniej pracy na Politechnice Warszawskiej pełnił wiele funkcji. Kolejno był jej rektorem (1921–1923), prorektorem (1923/1924), delegatem do Senatu uczelni (1923–1926), dziekanem Wydziału Budowy Maszyn i Elektrotechniki (1920/1921), pierwszym dziekanem Wydziału Elektrotechnicznego (1921) i dziekanem Wydziału Elektrycznego (1929–1933). Będąc rektorem uczelni uzyskał dla niej prawo nadawania stopni naukowych (1921), obsadził katedry Politechniki wysokiej klasy specjalistami. Podczas jego kadencji wprowadzono wykłady z zakresu aerodynamiki i mechaniki lotu oraz utworzono laboratorium aerodynamiczne, które stało się zalążkiem Oddziału Lotniczego, wydzielonego w roku akademickim 1922/1923, oraz utworzono aktualne do obecnych czasów godło uczelni.
Po procesie brzeskim profesor Staniewicz podpisał protest brzeski, za co we wrześniu 1933 pozbawiono go Katedry oraz po kilku dniach przymusowo emerytowano (zgodnie z obowiązującym wówczas prawem profesora który nie popełnił przestępstwa, można było usunąć z uczelni wyłącznie poprzez likwidację jego Katedry). Do wybuchu II wojny światowej prowadził jeszcze wykłady z zakresu instalacji elektrycznych na Wydziale Architektury Politechniki Warszawskiej, jednak głównie zajmował się wówczas pracą naukową. 

### II wojna światowa
Podczas okupacji hitlerowskiej pozostał w Warszawie. Po upadku powstania warszawskiego wysiedlono go do Milanówka, gdzie wspólnie z ówczesnym rektorem Uniwersytetu Warszawskiego, profesorem Włodzimierzem Antoniewiczem utworzyli Radę Główną Opiekuńczą, której zadaniem było niesienie pomocy pracownikom naukowym. 
Po zakończeniu wojny przez kilka miesięcy mieszkał w Zakopanem, a od roku akademickiego 1945/1946 rozpoczął wykłady na Wydziale Mechaniczno-Elektrycznym Politechniki Gdańskiej, gdzie od lipca 1946 obejmował stanowisko profesora zwyczajnego w Katedrze Elektrotechniki Teoretycznej. Był również honorowym dziekanem i kuratorem Wydziału Elektrycznego, na którym był założycielem i kierownikiem Katedry Elektrotechniki Teoretycznej. Z inicjatywy Profesora w 1945 roku reaktywowano Oddział Gdański Stowarzyszenia Elektryków Polskich.

### Praca dydaktyczna
Profesor Staniewicz był wybitnym dydaktykiem. przywiązywał dużą wagę dołączenia wiedzy teoretycznej zdobywanej na uczelni z praktyką zawodową. W czasie gdy był dziekanem wymagał od studentów czteromiesięcznej praktyki w fabryce na stanowisku robotniczym. Wprowadził także naukowe wycieczki zagraniczne, wspólne dla asystentów i studentów.

### Życie prywatne
25 czerwca 1894 ożenił się z Elwirą Marią ze Staniewiczów (1875–1937), z którą miał dwie córki: Ludwikę (1895–1925), żonę Władysława Borawskiego (1892–1970), inżyniera architekta, i Elwirę Teresę (1903–1995) oraz syna Leona (1900–1953), inżyniera rolnika, profesora Politechniki Warszawskiej. 
Zmarł w Gdańsku, spoczywa w rodzinnym grobowcu na cmentarzu Powązkowskim w Warszawie (kwatera 236-6-21,22).

## Publikacje (wybór)
Leon Staniewicz jest autorem 30 skryptów i podręczników, a także wielu publikacji w specjalistycznych czasopismach, dotyczących elektrotechniki teoretycznej, miernictwa elektrycznego, historii techniki i teorii prądów zmiennych. 
- Podstawy elektrotechniki : prąd stały, elektromagnetyzm, indukcja, elektrostatyka, światło, materiał
- Politechnika Warszawska 1915–1925 : księga pamiątkowa
- Teoria prądów zmiennych, 1935 (była to pierwsza polskojęzyczna książka na ten temat, która jeszcze przez wiele lat po śmierci autora była podstawowym podręcznikiem akademickim z tego przedmiotu)
- Zbiór zadań z elektrotechniki teoretycznej

## Członkostwo w organizacjach naukowych i społecznych
Profesor był członkiem wielu towarzystw i akademii naukowych. Prowadził szeroką działalność w organizacjach społecznych.
- członek Akademii Nauk Technicznych (1923)
- członek zwyczajny Towarzystwa Naukowego Warszawskiego (1930)
- członek zarządu (1929–1933) i członek honorowy (1932) Stowarzyszenia Elektryków Polskich
- członek Państwowej Rady Elektrycznej (1922–1939)
- członek honorowy Towarzystwa Bratniej Pomocy Studentów Politechniki Warszawskiej (1923)
- prezes Warszawskiego Towarzystwa Politechnicznego
- współpracownik Komisji Słownictwa Technicznego przy Akademii Nauk Technicznych
- prezes Polskiego Komitetu Elektrotechnicznego (1924–1932)
- członek Rady Technicznej przy ministrze komunikacji (1925–1939)
- członek Zarządu Głównego SEP (1919–1933)
- członek honorowy SEP (od 1932)

## Ordery i odznaczenia
- Krzyż Komandorski Orderu Odrodzenia Polski (10 listopada 1938)[4]

## Nagrody
- Nagroda Towarzystwa Naukowego Warszawskiego za podręcznik Teoria prądów zmiennych (1950)